# Protaetia mandschuriensis
Protaetia mandschuriensis — жук из семейства пластинчатоусых (Scarabaeidae).

## Описание
Жуки с длиной тела 21-24 мм. Окраска сильно блестящая, ярко-зеленая или золотисто-красная с латунным отливом. Тело широкое, выпуклое. Переднеспинка поперечная, суживается кпереди, с закругленными боковыми краями, с выраженной дуговидной выемкой посредине заднего края. Она покрыта редкими и мелкими сглаженными точками. Щиток гладкий, лишен точек. Надкрылья широкие, особенно спереди. Их шовный промежуток крышеобразно приподнят в задней половине, не отделен снаружи бороздкой. Околощитковое пространство надкрылий, шовный промежуток, плечевые бугры, полоса на месте наружного ребра
и предвершинные бугры покрыты редкими точками. Поверхность надкрылий из-за немногочисленных крупных косых и поперечных морщин, кажется местами как бы помятой. Белые пятна на надкрыльях немногочисленные, небольшие, обычно округлые, задняя боковая поперечная перевязь длинная, зигзагообразная. Пигидий сильно выпуклый посередине.

## Ареал
Встречается на юге Приморского края (район, прилегающем к озеру Ханка), в Китае — от Харбина и Пекина до южного Китая.

## Биология
Жуки встречаются с начала июня до начала июля. Личинки развиваются в мертвой древесине и древесной трухе.